# Carcharias - Velký Bílý
Carcharias – Velký Bílý je dokumentární film Steva Lichtaga, který získal významná ocenění na prestižních[zdroj⁠?!] filmových festivalech včetně Grand Prix na festivalu Ecomove v Berlíně v roce 2003. Dokument byl natáčen poprvé bez ochranných klecí.[zdroj⁠?!]

## Popis
V chladných vodách Indického oceánu loví nejobávanější predátor moří – žralok bílý. Místní potápěč, Jihoafričan Andre Hartmann, je jedním z mála lidí, který je ochoten se žraloku postavit ve volné vodě tváří v tvář.

## Ocenění
- MPFF Tatranská Lomnica 2001 – Slovensko, Grand Prix
- MFF TSTT Uherské Hradiště 2001 – ČR, Cena diváka
- MFF PAF Tachov 2001 – Česká republika, Grand Prix
- MFF Strassbourg 2002 – Francie, Grand Prix
- MFF Istanbul 2002 – Turecko, Grand Prix
- MFF Belgrade 2002 – Srbsko, Grand Prix
- MFF Sardenia 2002 – Itálie, 2. místo
- MFF Barcelona 2002 – Španělsko, Grand Prix
- MFF Monte Negro 2003 – Černá Hora, Grand Prix
- Ecomove Berlin 2003 – Německo, Grand Prix